# Lithiumazid
Lithiumazid ist eine anorganisch-chemische Verbindung des Lithiums aus der Gruppe der Azide.

## Gewinnung und Darstellung
Lithiumazid kann durch Reaktion von Natriumazid mit Lithiumsulfat gewonnen werden.
{\displaystyle \mathrm {2\ NaN_{3}+Li_{2}SO_{4}\longrightarrow 2\ LiN_{3}+Na_{2}SO_{4}} }
Ebenfalls möglich ist die Herstellung durch Reaktion von Natriumazid mit Lithiumchlorid.
{\displaystyle \mathrm {NaN_{3}+LiCl\longrightarrow LiN_{3}+NaCl} }

## Eigenschaften
Lithiumazid ist ein farbloser Feststoff mit sehr hygroskopischen spießförmigen Kristallen, der löslich in Wasser ist. Er zersetzt sich beim Erhitzen explosionsartig und besitzt eine monokline Kristallstruktur mit der Raumgruppe C2/m (Raumgruppen-Nr. 12) und Z=2.